# Stańko (W Pałacu Prymasowskim)
Stańko (W Pałacu Prymasowskim) – album polskiego trębacza jazzowego Tomasza Stańki, złożony z dwóch nagrań koncertowych. 
Strona pierwsza to zrealizowany przez Polskie Nagrania „Muza” zapis koncertu Tomasz Stańko Quintet podczas Jazz Jamboree 28 października 1973 w Sali Kongresowej w Warszawie. Na stronie drugiej zarejestrowano solowe nagranie z kwietnia 1982, dokonane przez Tomasza Stańkę w warszawskim Pałacu Prymasowskim. Obie kompozycje autorstwa Tomasza Stańki.
Album ukazał się w 1983 jako 43. płyta Klubu Płytowego Polskiego Stowarzyszenia Jazzowego, nakładem wytwórni PolJazz (PSJ 97). Nakład limitowany 15 tys. kopii (tłoczenie Pronit Pionki).
Album ten ukazał się także jako wydawnictwo wytwórni Pronit (na licencji Wydawnictwa Płytowego „PolJazz”). Wydawnictwo to miało inną okładkę (z napisem: Tomasz Stańko w Pałacu Prymasowskim i parą saksofonów).
Kolejna reedycja została opublikowana przez wydawnictwo Anex (AN 219), które wydało CD (digipack).

## Lista utworów
Strona A
1. „Flair - Piece for Diana” – 26:24

Strona B
1. „W Pałacu Prymasowskim” – 19:22

- W Pałacu Prymasowskim I  (2:32)
- W Pałacu Prymasowskim II  (3:26)
- W Pałacu Prymasowskim III  (2:55)
- W Pałacu Prymasowskim IV  (1:48)
- W Pałacu Prymasowskim V  (3:03)
- W Pałacu Prymasowskim VI  (1:40)
- W Pałacu Prymasowskim VII  (3:58)

## Muzycy
- Tomasz Stańko – trąbka (A i B)
- Zbigniew Seifert – skrzypce, saksofon altowy (A)
- Janusz Muniak – saksofon tenorowy, saksofon sopranowy, flet, instrumenty perkusyjne (A)
- Bronisław Suchanek – kontrabas (A)
- Janusz Stefański – perkusja (A)

## Informacje uzupełniające
- Redakcja płyty – Maryla Falacińska, Tomasz Tłuczkiewicz
- Projekt okładki – Piotr Młodożeniec
- Zdjęcia – Bogdan Nastula
- Redakcja graficzna i techniczna okładki (CD) – Ryszard Gruszczyński
- Podział czasowy strony B według wydania CD